# 김경식 (1960년)
김경식(金景植, 1960년 1월 1일 ~ , 대구광역시)는 대한민국의 국토교통부 차관이다.

## 학력
- 성광고등학교 졸업
- 한양대학교 경제학 학사
- 버밍엄대학교 대학원 주택행정학 석사

## 경력
- 1984 : 제27회 행정고시 합격
- 1998.08 : 건설교통부 행정관리담당관
- 건설교통부 운수정책과 과장
- ~ 2000.03 : 건설교통부 국제항공과 과장
- 2000.03 ~ 2002.01 : 건설교통부 주거환경과 과장
- 2002.01 ~ 2002.11 : 건설교통부 도시관리과 과장
- 2002.11 ~ 2004.03 : 건설교통부 기획담당관
- 2004.03 ~ 2005.07 : 대통령비서실 산업정책비서관실 행정관
- 2005.09 ~ 2005.11 : 국토연구원
- 2005.11 ~ 2006.08 : 행정중심복합도시건설청 정책홍보관리본부 본부장
- 2006.08 ~ 2010.02 : 주 중화인민공화국대사관 공사참사관
- 2010.03 ~ 2010.09 : 국토해양부 토지정책관
- 2010.09 ~ 2012.01 : 국토해양부 국토정책국 국장
- 2012.01 ~ 2013.02 : 국토해양부 건설수자원정책실 실장
- 2013.02 ~ 2014.02 : 대통령비서실 경제수석실 국토교통환경비서관
- 2014.02 ~ 2015.05 : 국토교통부 제1차관
- 연구원 건설과 사람 원장
- 2019.03 ~ 2022.03 : GS건설 사외이사
- GS건설 사외이사후보추천위원회 위원
- 2021년 4월 ~ 2022년 3월: GS건설 ESG위원회 위원

## 수상
- 1995년 : 대통령 표창
- 2012년 : 홍조근정훈장

| 전임 박기풍 (국토교통부 제1차관) | 제2대 국토교통부 제1차관 2014년 2월 27일 ~ 2015년 5월 25일 | 후임 김경환 |